# 1906 au Nouveau-Brunswick
Chronologie du Nouveau-Brunswick
- 1902
- 1903
- 1904
- 1905
- 1906
- 1907
- 1908
- 1909
- 1910

Cette page concerne des événements survenus en 1906 dans la province canadienne du Nouveau-Brunswick.

## Événements
- Ouverture de la gare d'Aroostook.

## Naissances
- 18 août : Arthur LeBlanc, violoniste et professeur de musique.
- 16 décembre : André Richard, ministre et député.

## Décès
- 4 août : François-Xavier Cormier, prêtre